# St.-Aegidien-Kirche (Stedesdorf)

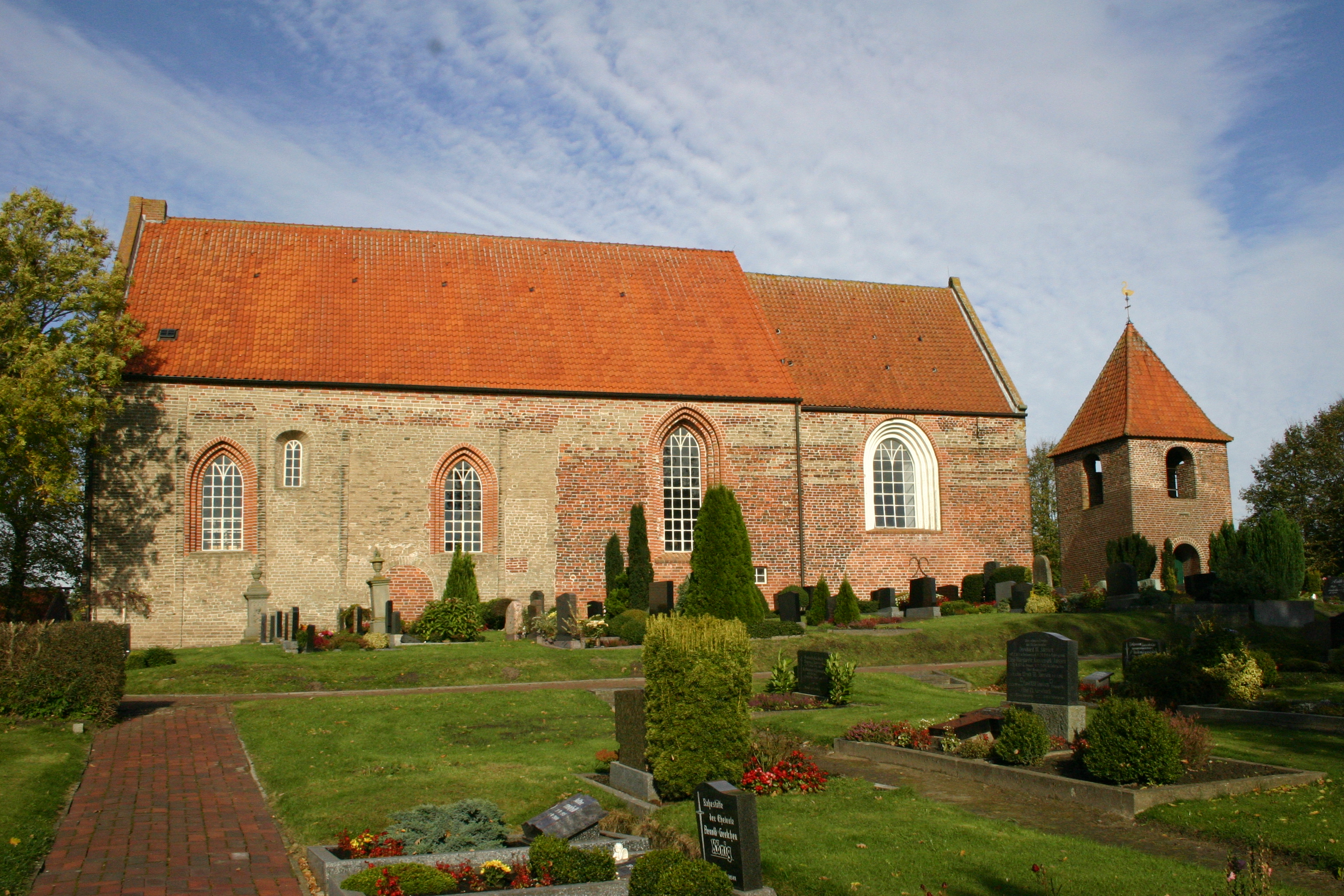
St.-Ägidien-Kirche (von Süden)

Die evangelisch-lutherische St.-Ägidien-Kirche in Stedesdorf, Gemeinde Esens, ist die älteste erhaltene Kirche Ostfrieslands. Sie wurde in der ersten Hälfte des 12. Jahrhunderts aus Tuffstein auf einer Warft gebaut.

## Geschichte
Im Mittelalter war Stedesdorf Sitz einer Sendkirche (Propsteikirche) mit einer Gerichtsbarkeit über elf Kirchen wie Buttforde, Burhafe, Dunum, Esens, Fulkum, Thunum, Werdum und andere Orte, die im 15. und 16. Jahrhundert in den Fluten untergingen. Nach dem Bremer Dekanatsregister von 1420 übte Stedesdorf das Sendrecht über den größten Sendkirchenbezirk im nördlichen Erzbistum Bremen aus. Die Kirche trägt das Patrozinium des heiligen Ägidius, der als Schutzpatron des Ackerbaus galt. Bis zur Zeit der Reformation versahen vermutlich drei Priester ihren Dienst in Stedesdorf, was der Bedeutung des Ortes entsprach. Zur Zeit der Häuptlinge bildete Stedesdorf zusammen mit Thunum und Dunum eine Herrlichkeit im Harlingerland. Eine Burg südlich der Kirche war durch einen gewölbten Gang mit der Kirche verbunden.
Wie Ausgrabungen im Jahr 1962 ergeben haben, existierte ein hölzerner Vorgängerbau in Stabbauweise. Bei dieser Schwellbalkenkonstruktion ruhten die Wandständer auf einzelnen Fundamentsteinen, die in einigem Abstand in den Boden eingelassen waren. Auf den Schwellbalken waren dann die Stabhölzer angebracht. Um die Mitte des 12. Jahrhunderts wurde die Holzkirche durch einen Tuffsteinbau ersetzt. Der Tuffstein wurde bereits am Fundort in der Eifel entsprechend zugesägt und dann auf Lastkähnen von Andernach rheinabwärts und entlang der niederländischen Küste nach Ostfriesland transportiert.
Die einschiffige Saalkirche wies ursprünglich einen quadratischen Chor mit einer halbrunden Ostapsis auf, die heute nicht mehr existiert. Dieser Grundrisstyp ist für Ostfriesland einzigartig. Um 1350 wurde der Ostteil abgebrochen und das Kirchenschiff östlich verlängert und mit einem Gewölbe versehen, das im 17. Jahrhundert durch ein Kuppelgewölbe ersetzt wurde. Daran schloss sich ein eingerückter Chor auf fast quadratischer Grundfläche mit geradem Wandabschluss an, der durch einen großen Spitzbogen mit dem Schiff verbunden ist. Hierfür verwendete man teils die alten Tuffsteine, aber vorwiegend Backsteine, die erst ab dem 13. Jahrhundert als Baustoff Eingang in den ostfriesischen Kirchenbau fanden. Die großen spitzbogigen Fenster des Chors wurden in diesem Zuge auch in die Längsseiten des Kirchenschiffs eingebrochen.
Die Kirchengemeinde erwarb 1983 die ehemalige Grundschule und baute sie zum Gemeindehaus mit einem Pastorat um. In den Jahren 1983 bis 1986, als die Kirche wegen der Renovierung des Tuffsteins geschlossen werden musste, fanden die Gottesdienste im Gemeindehaus statt. Dies wird auch regulär in den Wintermonaten von Januar bis Ostern praktiziert.

## Baubeschreibung

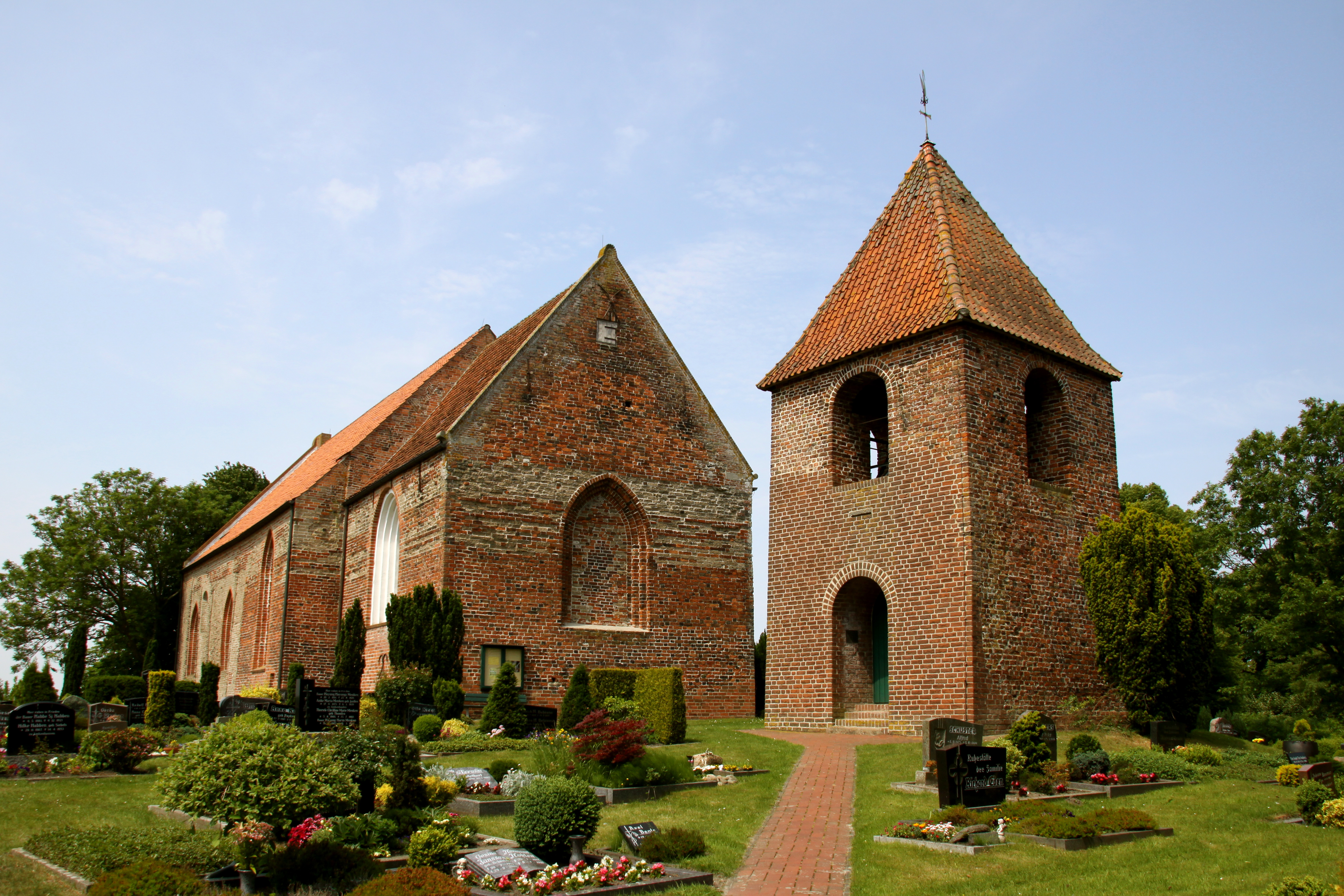
Kirche von Osten mit Glockenturm

Der Tuffstein ist insbesondere im Westteil der Kirche noch erhalten, aber an verschiedenen Stellen mit Backsteinen ausgebessert. Das gedrungene Kirchenschiff wird heute durch einen eingezogenen und fast quadratischen Chorbereich abgeschlossen. Das Schiff weist eine Länge von 22,5 Metern und eine Breite von 13,1 Metern auf, der Chor hat eine Fläche von etwa 10 × 10 Metern und ist mit Backsteinen von 30 × 14 × 9 Zentimetern gebaut. Die Außenwände der Tuffsteinkirche sind durch eng aneinander gerückte Lisenen gegliedert, die auf einem Granitsockel ruhen und ursprünglich mit einem rundbogigen Fries auf breiten Konsolen abgeschlossen wurden. Ursprünglich war in jedem zweiten schmalen Lisenenfeld ein kleines, hoch sitzendes romanisches Fenster angebracht, von denen an der Südseite noch zwei und an der Nordseite noch eins erhalten sind. An der Nordseite springt ein Risalit vor, in dem ein Fenster und ein Portal angeordnet sind.
Die Rundbogenportale in der Süd- und Nordmauer sind heute zugemauert. In der Südmauer, im Inneren der Kirche sichtbar, ist noch ein Hagioskop (Lepraspalte) ansatzweise vorhanden. Das Südportal war als Haupteingang in eine besondere Rahmung gesetzt und mit einem Rundbogenfries gekrönt. Dieser seltene Sichelbogen findet sich auch oberhalb der romanischen Fenster. Alle anderen Fenster sind spitzbogig mit abgetreppten Laibungen. An der Nordwand führt eine Wendeltreppe zwischen Fenster und Chorbogen auf das Gewölbe. Eine nachträglich eingebrochene und später wieder vermauerte Pforte befand sich in der Westmauer. Heute betritt man die Kirche durch den Westeingang, dem ein neuzeitlicher Vorbau aus Backsteinen als Windfang dient. Der Choranbau sowie andere Teile des Ostgemäuers wurden im 15. Jahrhundert auf den alten Fundamenten errichtet und in Backstein aufgeführt. Die östliche Chorwand ist etwas nach innen gerundet und der Chor mit einem Gewölbe versehen.
Der aus Backsteinen gemauerte, frei stehende Glockenturm des geschlossenen Typs wurde 1695 errichtet. Er beherbergt eine Glocke von 1635, die 1722 umgegossen wurde, sowie eine zweite Glocke aus dem Jahr 1981.

## Ausstattung

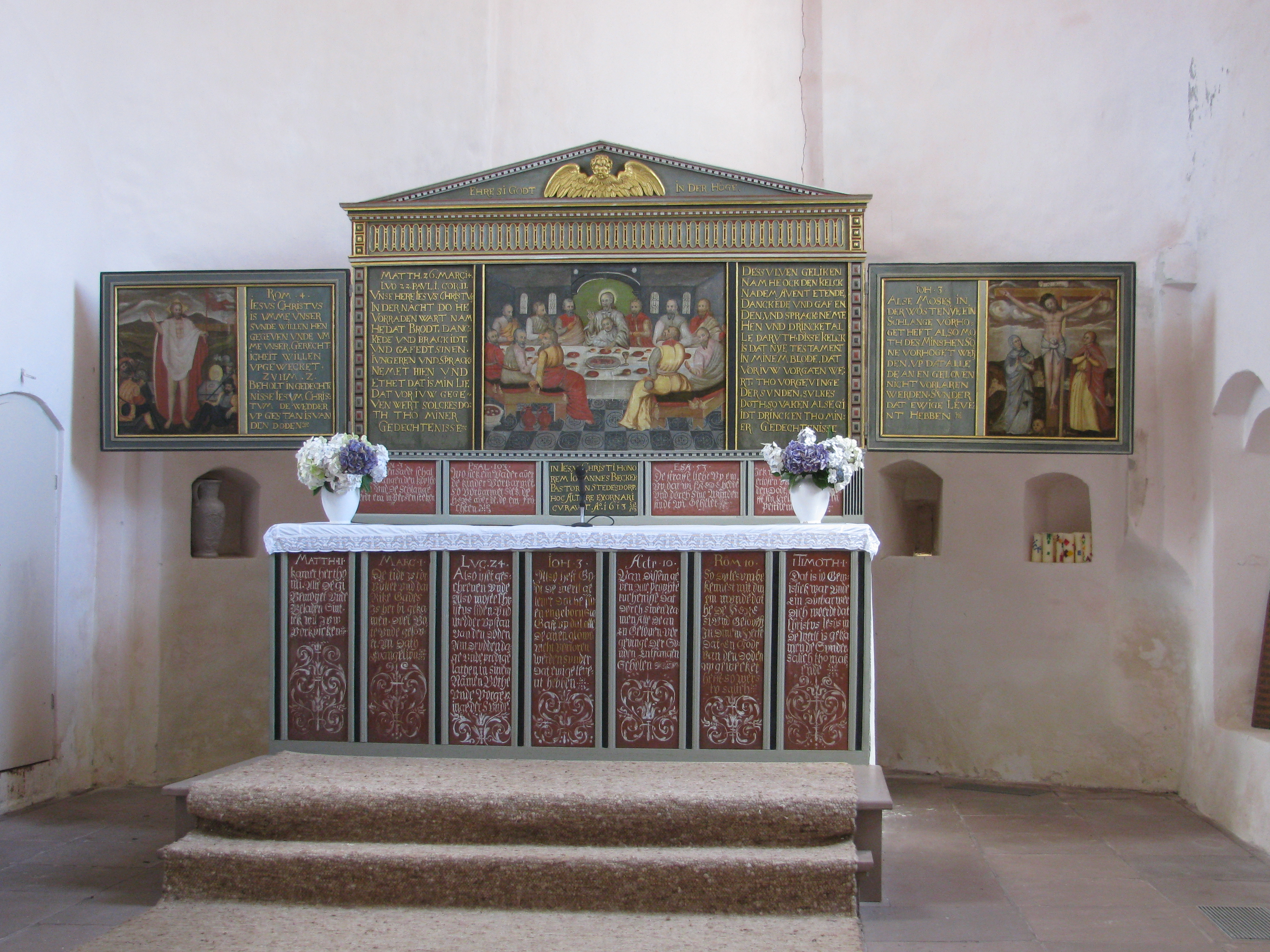
Blick auf den Chor mit Altar von 1613

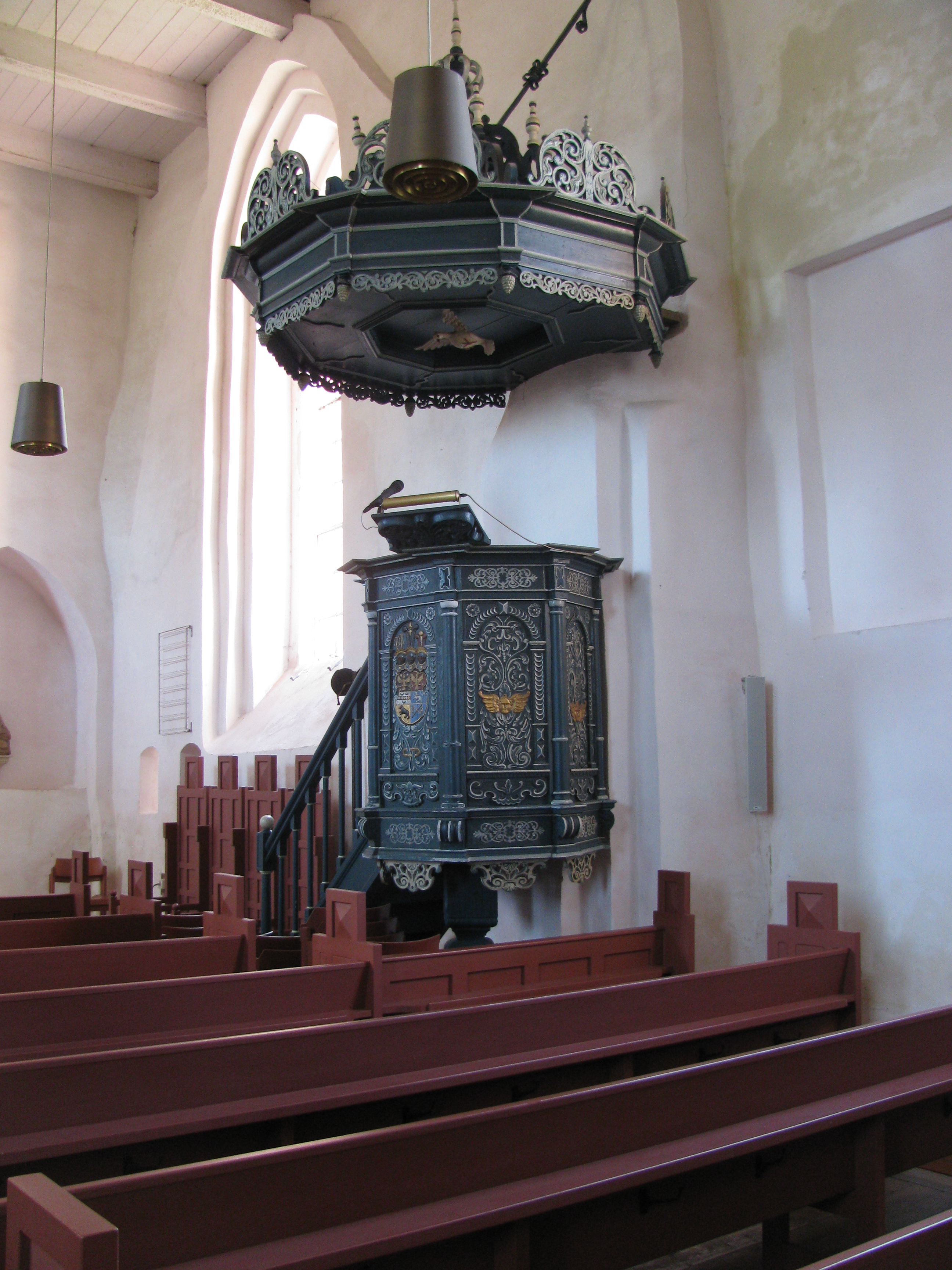
Kanzel von 1635

Vom ursprünglichen Gewölbe im gotisch verlängerten Ostanbau sind noch die Reste der Schildbögen erkennbar. Heute schließt eine flache Balkendecke den Innenraum ab. Das Kuppelgewölbe im Chor stammt aus dem 17. Jahrhundert. Neben dem großen Durchgang zum Chor befinden sich zwei kleinere spitzbogige Nischen für die Seitenaltäre.
Zur Ausstattung der Kirche gehört ein Taufstein aus Baumberger Sandstein aus dem frühen 13. Jahrhundert. Er ist mit einem Rankenfries und Arkaden verziert, unter denen acht biblische Figuren zu sehen sind: Christus, Petrus und die vier Evangelisten sowie zwei weitere Gestalten, die wegen Zerstörungen nicht mehr zu identifizieren sind.
Zwei Holzplastiken wurden um 1600 angefertigt: eine sogenannte Marienklage sowie ein Bildnis Johannes des Täufers. Das große Kruzifix stammt vermutlich aus dem 13. Jahrhundert, ebenso die Pietà einer Christusfigur, bei der Kopf und Beine sowie die Farbfassung fehlen.
Der im Renaissancestil gehaltene evangelische Flügelaltar datiert von 1613 und bedeckt die gesamte Ostwand des Chors. Im Mittelfeld wird das Abendmahl dargestellt, das von Spruchfeldern in mittelalterlichem Plattdeutsch gesäumt wird. Auf den Flügeln finden sich in den äußeren Feldern die Kreuzigung (rechts) und die Auferstehung Jesu (links), nach innen wieder Bibelsprüche. Auch die Predella und das Antemensale sind mit Inschriften versehen.
Die frühbarocke sechseckige Kanzel auf blauem Farbgrund trägt das Datum 1635 und ist reich mit Ornamenten, Ecksäulen, Wappen und goldenen geflügelten Engelköpfen ausgestattet. Im Jahr 1662 wurde ein Schalldeckel ergänzt.
Zu den Vasa Sacra gehören ein Kelch (1629), eine Dose (1678), vier Kerzenhalter (um 1700) und eine zinnerne Kanne (1682).

## Orgel

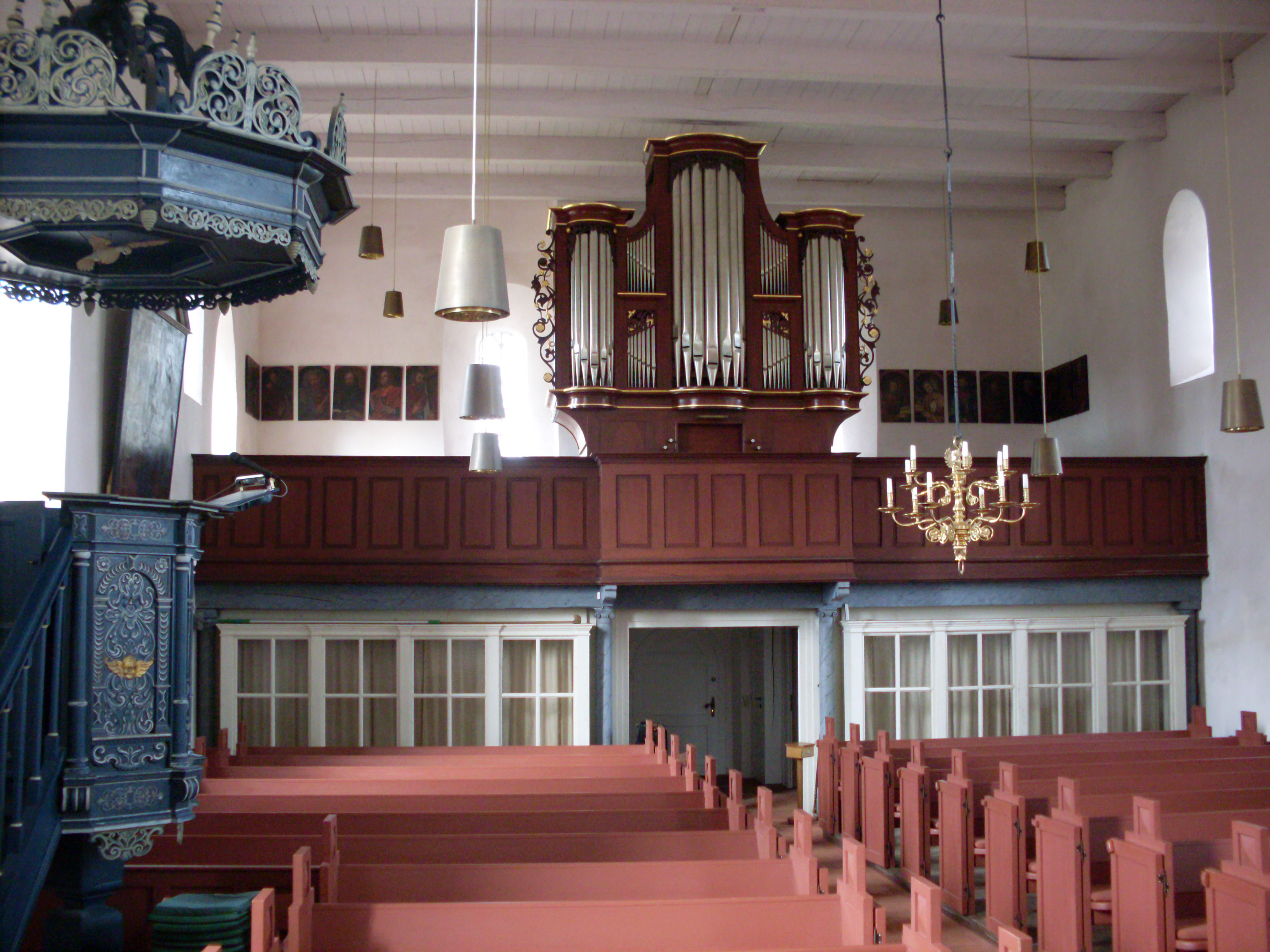
Blick auf die Orgel

Die Orgel wurde 1696 von Valentin Ulrich Grotian gebaut, der Teile eines älteren Positivs (1666 erstmals genannt) eines unbekannten Orgelbauers übernahm. Reparatur- und Pflegearbeiten führten 1750 Johann Friedrich Constabel, 1763 bis 1787 Hinrich Just Müller und im Anschluss bis 1846 Johann Gottfried Rohlfs und sein Sohn Arnold Rohlfs durch. Letzterer nahm 1847 bis 1849 einen größeren Umbau mit Änderungen in der Disposition vor, erweiterte den Tonumfang, ersetzte die Traktur, Windladen und Bälge und schuf das heutige Gehäuse. Da die Orgel den Blick auf den Chor verstellte, wurde sie 1905/1906 aus dem Chor auf die Westempore umgesetzt. 1917 mussten die Prospektpfeifen zu Kriegszwecken abgegeben werden und wurden 1927 durch Zinkpfeifen ersetzt.
Das Instrument verfügt über neun Register auf einem Manual und angehängtem Pedal. Rudolf Janke restaurierte 1986 das wertvolle Instrument, das seit 1952 unter Denkmalschutz steht. Drei Flöten- und zwei Oktavregister sind noch weitgehend aus dem 17. Jahrhundert erhalten, die anderen Register wurden rekonstruiert.
| I Manual C–c3 |            |     |     |
| 1.            | Bordun     | 16′ | R/J |
| 2.            | Principal  | 8′  | J   |
| 3.            | Gedackt    | 8′  | G/J |
| 4.            | Octave     | 4′  | G/J |
| 5.            | Flöte      | 4′  | G   |
| 6.            | Nasat      | 3′  | G   |
| 7.            | Octave     | 2′  | G/J |
| 8.            | Mixtur III |     | J   |
| 9.            | Trompete   | 8′  | J   |

| Pedal C–d1 |           |
|            | angehängt |

Anmerkungen
G = Valentin Ulrich Grotian (1696, teils von 1666 übernommen)
R = Arnold Rohlfs (1847–1849)
J = Rudolf Janke (1986)